# 張思訓
張思訓（?—?），四川人。北宋天文學家。
早年是司天監學生，宋太平興國四年（979年），張思訓造出以水銀（避免溫度變化影響）為動力流體的水運“渾象”。《宋史·天文志》記載：「其制：起樓高丈餘，機隱於內，規天矩地。下設地輪、地足；又為橫輪、側輪、斜輪、定身關、中關、小關、天柱；七直神，左搖鈴，右扣鐘，中擊鼓，以定刻數。每一晝夜，周而復始。又以木為十二神，各直一時，至其時則自執辰牌，循環而出，隨刻數以定晝夜短長；上有天頂、天牙、天關、天指、天抱(托)、天束、天條，布三百六十五度，為日、月、五星、紫微宮、列宿、斗建、黃赤道，以日行度定寒暑進退。」後來宋太宗命人於皇宮內打造，一年有成，放置文明殿東鼓樓下，命名為“ 太平渾儀”。到了蘇頌時（1088年）已經毀損，無人知其製法。